# Daskon
Daskon – legendarny Syrakuzańczyk, który założył kolonię Kamarinę w połowie VII wieku p.n.e..